# Guia Jelo
Guia Jelo, all'anagrafe Guglielmina Francesca Maria Jelo di Lentini (Catania, 5 maggio 1952), è un'attrice italiana.

## Biografia
Scoperta da Turi Ferro, si è formata al Teatro Stabile di Catania negli anni settanta con il maestro Giuseppe Di Martino e al Piccolo di Milano con Giorgio Strehler. Docente di recitazione teatrale e cinematografica , metodo Orazio Costa Giovangigli.
Nel cinema ha esordito con Pasquale Squitieri a fianco di Claudia Cardinale, Giuliano Gemma e Michele Placido in Corleone e con Marco Ferreri a fianco di Roberto Benigni in Chiedo asilo. In seguito ha interpretato una quarantina di pellicole. Citiamo Le buttane, per la regia di Aurelio Grimaldi, candidata in terna alla Palma d’oro per la categoria miglior attrice protagonista al Festival di Cannes 1994. Con lo stesso Grimaldi ha interpretato, sempre da protagonista, numerosi film, come Un mondo d'amore nel ruolo della madre di Pier Paolo Pasolini, Iris, La Divina Dolzedia (Film Festival di Taormina), ecc.
E ancora: Volesse il cielo! di Vincenzo Salemme, E adesso sesso di Carlo Vanzina, Vite strozzate di Ricky Tognazzi, Il mio nome è Thomas di e con Terence Hill, L'erede - The Heir regia di Michael Zampino, a fianco di Alessandro Roja, per il quale vince, per la categoria miglior attrice protagonista, il premio speciale BA Film Festival nel 2011 e La scomparsa di Patò di Andrea Camilleri, per la regia di Rocco Mortelliti, per il quale al medesimo festival vince per la categoria miglior attrice non protagonista e Stare fuori di Fabio Massimo Lozzi, per il quale ha vinto per la categoria miglior attrice protagonista a Napoli Film Festival nel 2010.
Nel 2020 gira il film L'ombra di Caravaggio di Michele Placido nel piccolo ruolo di Anselma. A dicembre 2021 è apparsa nel film fantasy La Befana vien di notte II - Le origini di Nicola Guaglianone e Menotti, per la regia di Paola Randi, nel ruolo di donna Isa, a fianco di Alessandro Haber, con protagonisti Monica Bellucci e Fabio De Luigi. Da aprile 2022 è apparsa nel film Lupo Bianco (alla mostra del Cinema di Venezia), attualmente nella piattaforma di Amazon Prime. In televisione è apparsa nelle serie La piovra 9 - Il patto, Il commissario Montalbano (Il ladro di merendine), Incantesimo 7 e 8, I Cesaroni 3 e molte altre, con ruoli da protagonista. Nel 2022 è apparsa nella serie televisiva Il Santone - #lepiùbellefrasidiOscio, a fianco di Neri Marcorè, per la regia di Laura Muscardin.
È presente anche nella serie televisiva The Bad Guy, per Amazon Prime Video, nel ruolo del capo del pool antimafia Giusy Corifena, a fianco di Luigi Lo Cascio e Claudia Pandolfi, per la regia di Giancarlo Fontana e Giuseppe Stasi.
In teatro inizia la sua vasta carriera al Teatro Stabile di Catania, debuttando nel 1977, proseguendo in varie tournee nazionali e internazionali, e poi al Teatro Vitaliano Brancati di Catania. È stata interprete di testi di Pirandello, Verga, Martoglio, Rosso di San Secondo, Brancati, Shakespeare, Fava, Plauto, Euripide, Sanguineti, Manfridi,ecc., con ruoli da protagonista o coprotagonista, diretta da Lamberto Puggelli, Giorgio Strehler, G. Sepe, Walter Manfrè, Carmelo Rifici, Lorenzo Salveti, Karin Bayer, G. di Monticelli, Romano Bernardi, Gigi Proietti, Maccarinelli, Michele Placido. Negli anni novanta è coprotagonista con Michele Placido di Uno sguardo dal ponte per il quale ha vinto il premio Salvo Randone.
Con lo stesso Placido, nella stagione 2017-2018 ha recitato in Sei personaggi in cerca d'autore di Pirandello, Teatro Stabile di Catania - Teatro Quirino di Roma e tournée nazionale.
Nel 2010 interpreta la Nutrice in Fedra, a fianco di Elisabetta Pozzi, per la regia di C. Rifici, al Teatro Greco di Siracusa e in tourneè in Grecia, per l'INDA.
Negli anni ’90 ha recitato, in varie repliche (Festival di Borgio Verezzi, Milano, Roma, Catania), in Omaggio ai corpi incorrotti delle beate di Beatrice Monroy e per la regia di Walter Manfrè.
Nella stagione 1999-2000 ha debuttato al Burgtheater di Vienna in Questa sera si recita a Soggetto di Pirandello, per la regia di K. Bayer nel ruolo della "generala". Nel 2004 ha diretto come regista al Festival di Borgio Verezzi Il mio corpo me lo vendo io di Aurelio Grimaldi, di cui è anche coprotagonista a fianco di Mariella Lo Giudice. Nel 2020 è andata in scena con Sempre, spettacolo di poesia e musica, come autrice, regista e coprotagonista a fianco del pianista maestro Gianfranco Pappalardo Fiumara.
Nel 2022 va in scena al Teatro Stabile di Catania (Sala Futura) con Devi avere paura  di Francesco Pulejo e Guia Jelo, per la regia di Francesca Ferro, prodotto da Antonio Chiaramonte. Nel giugno 2015 ha ricevuto l'onorificenza di Cavaliere al Merito della Repubblica. Da dieci anni scrive per la testata La Sicilia nel magazine mensile Sicilia in Rosa in una rubrica della posta del cuore intitolata "jelodicoaguia" e pubblica nel maggio 2016 il suo primo libro dal titolo Donna Giudizia che contiene una raccolta di lettere e risposte di questa rubrica. È direttrice artistica della stagione teatrale del "Teatro Nino Martoglio" di Belpasso (CT).

## Vita privata
Guia Jelo è stata sposata con uno skipper di barche a vela catanese, da cui ha poi divorziato; da lui l'attrice ha avuto due figli, Vincenzo Filippo e Giovanna Adelaide (quest'ultima è scenografa e costumista).

## Filmografia parziale

### Cinema
- Corleone, regia di Pasquale Squitieri (1978)
- Chiedo asilo, regia di Marco Ferreri (1979)
- Bello di mamma, regia di Rino Di Silvestro (1980)
- La sposa era bellissima, regia di Pál Gábor (1986)
- La vita di un'ebrea (1988)
- Ragazzi fuori, regia di Marco Risi (1990)
- Vite perdute, regia di Giorgio Castellani (1992)
- La scorta, regia di Ricky Tognazzi (1993)
- Le buttane, regia di Aurelio Grimaldi (1994)
- Vite strozzate, regia di Ricky Tognazzi (1996)
- Panarea, regia di Pipolo (1997)
- La vera madre, regia di Gianfranco Albano (1999)
- Iris, regia di Aurelio Grimaldi (2000)
- Maestrale, regia di Sandro Cecca (2000)
- E adesso sesso, regia di Carlo Vanzina (2001)
- Un mondo d'amore, regia di Aurelio Grimaldi (2002)
- Volesse il cielo!, regia di Vincenzo Salemme (2002)
- Se sarà luce sarà bellissimo - Moro: un'altra storia, regia di Aurelio Grimaldi (2004)
- Casa Eden, regia di Fabio Bonzi (2004)
- Ladri di barzellette, regia di Bruno Colella e Leonardo Giuliano (2004)
- L'educazione sentimentale di Eugénie, regia di Aurelio Grimaldi (2005)
- Raul - Diritto di uccidere, regia di Andrea Bolognini (2005)
- Se chiudi gli occhi, regia di Lisa Romano (2007)
- Stare fuori, regia di Fabio Massimo Lozzi (2008)
- L'erede - The Heir, regia di Michael Zampino (2009)
- La scomparsa di Patò, regia di Rocco Mortelliti (2010)
- W Zappatore, regia di Massimiliano Verdesca (2011)
- Antonio e Fellini, regia di Marco Russo Di Chiara – cortometraggio (2012)
- C'è sempre un perché, regia di Dario Baldi (2012)
- Convitto Falcone, regia di Pasquale Scimeca – cortometraggio (2012)
- La domenica del signore, regia di Gianni Virgadaula (2013)
- Un santo senza parole, regia di Tony Gangitano
- La Divina Dolzedia, regia di Aurelio Grimaldi (2017)
- Ninna Nanna, regia di Enzo Russo e Dario Germani (2017)
- Il mio nome è Thomas, regia di Terence Hill (2018)
- Il delitto Mattarella, regia di Aurelio Grimaldi (2020)
- Lupo Bianco, regia Tony Gangitano (2021)
- La Befana vien di notte II - Le origini, regia di Paola Randi (2021)
- Eterno visionario, regia di Michele Placido (2024)

### Televisione
- I cinque del quinto piano – serie TV (1988)
- La piovra 9 - Il patto, regia di Giacomo Battiato – miniserie TV (1998)
- La madre inutile – film TV (1998)
- S.P.Q.R. – serie TV (1998)
- La dottoressa Giò – serie TV, episodio 2x03 (1998)
- Operazione Odissea – film TV (1999)
- Squadra mobile scomparsi – serie TV (1999)
- Il commissario Montalbano – serie TV, episodio 1x01 (1999)
- Maria, figlia del suo figlio, regia di Fabrizio Costa – miniserie TV (2000)
- Donne di mafia, regia di Giuseppe Ferrara – miniserie TV (2001)
- La voce del sangue, regia di Alessandro Di Robilant – miniserie TV (2001)
- Stiamo bene insieme, regia di Elisabetta Lodoli e Vittorio Sindoni – miniserie TV (2002)
- Un caso di coscienza – serie TV (2003)
- Incantesimo – soap opera (2004-2005)
- A voce alta, regia di Vincenzo Verdecchi – miniserie TV (2006)
- L'onore e il rispetto – serie TV (2006)
- La vita rubata, regia di Graziano Diana – film TV (2007)
- Il sangue e la rosa, regia di Salvatore Samperi, Luigi Parisi e Luciano Odorisio – miniserie TV (2008)
- Io ti assolvo, regia di Monica Vullo – film TV (2008)
- Io non dimentico, regia di Luciano Odorisio – miniserie TV (2008)
- Don Matteo – serie TV (2008)
- Agrodolce – soap opera (2008-2010)
- I Cesaroni – serie TV, episodi 3x14-3x25 (2009)
- Un posto al sole – soap opera (2011)
- Pupetta - Il coraggio e la passione, regia di Luciano Odorisio – miniserie TV (2013)
- Squadra antimafia – serie TV, 4 episodi (2014-2016)
- Il giovane Montalbano – serie TV (2015)[20]
- Il bello delle donne – serie TV (2016)
- Boris Giuliano - Un poliziotto a Palermo, regia di Ricky Tognazzi – miniserie TV, episodio 1 (2016)
- Il Santone - #lepiùbellefrasidiOscio – serie TV (2022-2024)
- The Bad Guy – serie TV (2022-2024)
- Vanina - Un vicequestore a Catania – serie TV, 4 episodi (2024)

## Teatro (elenco parziale)
- La concessione del telefono di Andrea Camilleri e Giuseppe Dipasquale. Teatro Stabile di Catania
- Omaggio ai corpi incorrotti delle beate di Beatrice Monroy
- La lupa di Giovanni Verga. Teatro Stabile di Catania (2008)
- La Mennulara di Simonetta Agnello Hornby e Gaetano Savatteri, regia di Walter Pagliaro
- Liolà di Luigi Pirandello, regia di Gigi Proietti (2006)
- Questa sera si recita a soggetto di Luigi Pirandello
- Inferno di Dante, regia di Lorenzo Salveti
- Ma non è una cosa seria di Luigi Pirandello
- Uno sguardo dal ponte di Arthur Miller
- Sabbie Mobili di Domenico Trischitta
- I Malavoglia di Giovanni Verga
- Il giardino dei ciliegi di Anton Čechov
- Così è se vi pare di Luigi Pirandello
- Sei personaggi in cerca d'autore di Luigi Pirandello
- Sempre di Guia Jelo
- Devi avere paura  di Francesco Pulejo e Guia Jelo

## Programmi televisivi
- Due di tutto (Rete 2, 1982) – guest star